# بنفشه زرد
 بنفشه زرد(نام علمی: Viola douglasii) نام یک گونه از سرده بنفشه است.